# Abraham Clod-Hansen
Abraham Clod-Hansen f. Clod Hansen (18. juni 1857 i Odense – 10. juni 1925 i København) var en dansk læge, idrætsleder og var en af den moderne sportsbevægelses pionerer.
Clod-Hansen blev student 1878 og cand.med fra Københavns Universitet 1887. 1888 medicinsk gymnastikdirektør fra Gymnastiska Centralinstitutet i Stockholm. 1889 virkede han på vandkuranstalten i Silkeborg. Han var derefter i fire år ansat på Blegdamshospitalet i København. I 1894 blev han udnævnt til karantænelæge i København. Han var 1895-1905 leder af Anstalten for fysikalisk behandling på Københavns Garnisonssygehus og 1903-1915 leder af Rigshospitalets klinik for gymnastik og elektrisitet.
Clod-Hansen stiftede Danmarks første fægteklub i 1884, "Københavns fægteklub". Han var medstifter af Danmarks Gymnastik Forbund og Dansk Kvindegymnastik-forening. Han var også formand for Københavns Jægerklub og idrætsleder i flere andre klubber. Han var medlem af Danmarks Olympiske Komité og det europæiske gymnastik forbund; Fédération Evropéennes de Gymnastique og fungerede bl.a. som dommer ved OL 1912 og 1920. Han var også en af Danmarks første egentlige sportsjournalister.
Som idrætsmand i 1880'erne var Clod-Hansen aktiv i gymnastik, roning og skydning. Han var en af sin tids bedste fægter.
Abraham Clod-Hansen var morfar til gymnastiklederen Nina Velin.